# Tarnobrzeg
Tarnobrzeg es una ciudad situada en voivodato de Subcarpacia del sureste de Polonia. Se ubica a orillas del Vístula, río que comparte como frontera natural con la ciudad de Sandomierz.
Dentro del voivodato, es una de las cuatro ciudades que no pertenecen a ningún distrito (powiat), aunque es sede administrativa del vecino distrito de Tarnobrzeg. Anteriormente era la capital del antiguo voivodato de Tarnobrzeg (1975–1998).
A fecha de 31 de diciembre de 2009, la ciudad tenía una población de 49 419 habitantes.

## Galería

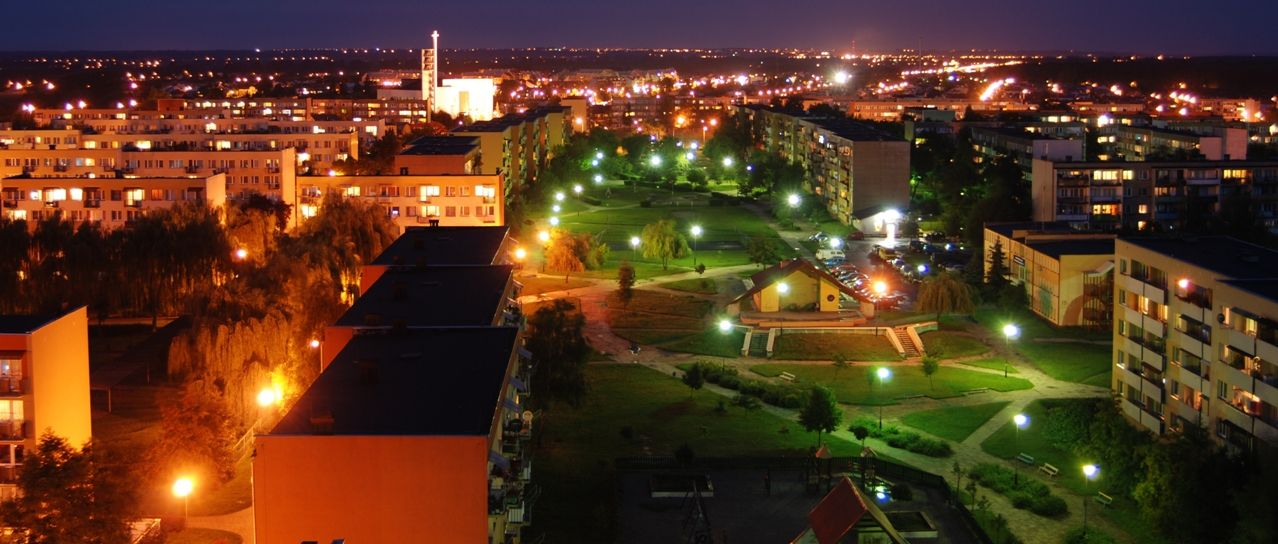
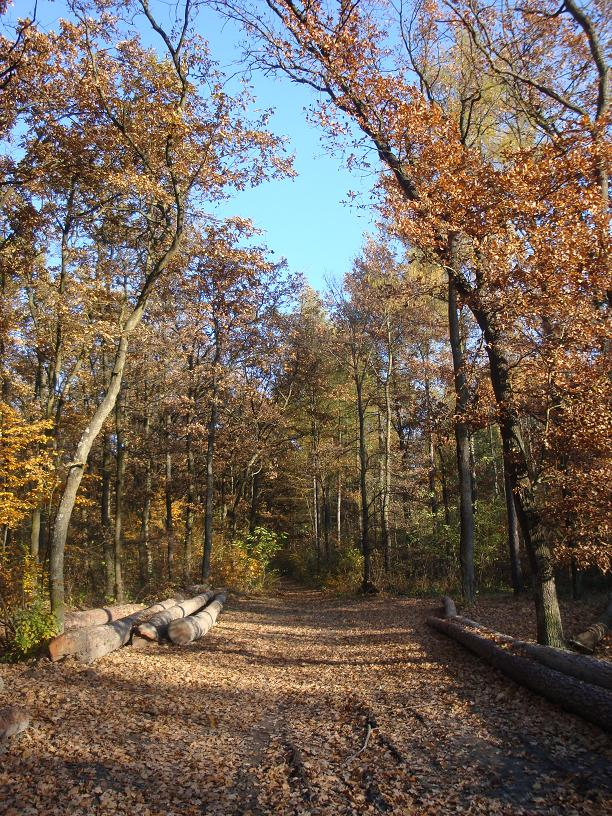
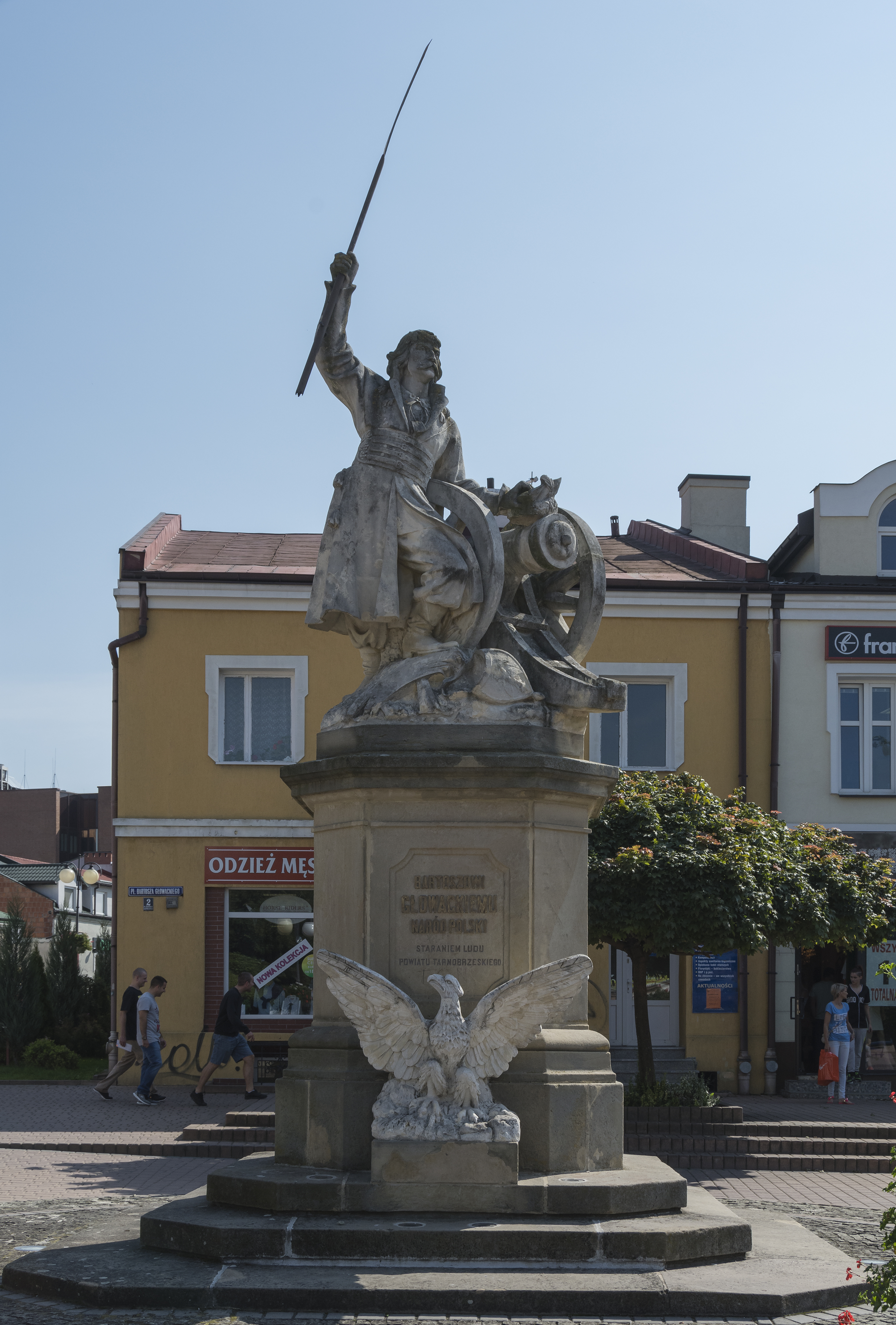